# Bhisho
Bhisho és una ciutat de Sud-àfrica, capital de la província del Cap Oriental. El legislador provincial i molts altres departaments del govern tenen la seva seu a la ciutat. Bhisho es troba just al nord de l'antiga capital de la província King William's Town. Té una població de 4.974.144 habitants (2010).
Bhisho vol dir en xhosa búfal, que és també el nom del riu que passa a través d'aquesta ciutat.
La ciutat és part del Municipi Metro de Buffalo City i de província del Cap Oriental, la població urbana forma l'aglomeració al voltant d'East London.

## Antiga capital de Ciskei
Va ser la capital de l'antiga bantustan de Ciskei. A Ciskei li va ser concedit nominalment la independència el 1981, encara que això mai va ser reconegut fora de Sud-àfrica, i es va reincorporar a Sud-àfrica el 12 d'agost del 1994.

## Massacre de Bhisho
El 7 de setembre del 1995 la ciutat va ser l'escenari del que es va conèixer com la massacre de Bisho. Aquest dia una multitud estimada en 100.000 persones, nens en la seva gran majoria, van protestar demanant la destitució del Brigadier Oupa Gqozo, líder de Ciskei. Els membres de la Força de Defensa de Ciskei van obrir foc sobre la multitud matant a més de 29 nens.